# Heteronotia binoei
Espèce
Synonymes
- Heteronota binoei Gray, 1845
- Eublepharis derbianus Gray, 1845
- Hoplodactylus australis Steindachner, 1867
- Phyllodactylus anomalus Peters, 1867
- Diplodactylus annulatus Macleay, 1877

Heteronotia binoei est une espèce de geckos de la famille des Gekkonidae.

## Répartition
Cette espèce est endémique d'Australie. Elle se rencontre en Australie-Occidentale, dans le Territoire du Nord, en Australie-Méridionale, dans le nord du Victoria, en Nouvelle-Galles du Sud et au Queensland.

## Habitat
On le rencontre dans divers habitats, des zones arides aux zones boisées mais pas dans les forêts.
Durant le jour la température peut atteindre les 30 °C, voire les dépasser en plein été, mais ces geckos préfèrent rester dans des endroits plus frais, aux alentours de 25 °C. La nuit la température redescend vers 20 °C. Durant le court hiver, les températures chutent vers 16 °C voire moins.
L'hygrométrie est faible, dépassant rarement les 30 %. Ces geckos se cachent par contre la journée dans des endroits plus frais et plus humides, comme sous des roches par exemple.

## Description
Ce sont des geckos insectivore de couleur variable. On en trouve des orange ou des bruns, avec des bandes claires et/ou des points sombres.
Il existe deux variantes de cette espèce. Une classique et une parthénogènique, c'est-à-dire que les femelles peuvent se reproduire seules, sans accouplement avec un mâle.
Ces geckos sont territoriaux, même si parfois il leur arrive de se regrouper.

## Reproduction
La reproduction débute au retour de la saison chaude.
Les femelles pondent les œufs deux par deux, parfois jusqu'à quatre fois dans la saison. Ce sont des œufs à coquille dure.
Les œufs incubent durant un peu plus de deux mois à une température d'environ 28 °C.
Les petits sont des répliques des adultes, et ont le même régime alimentaire, avec des proies de taille inférieure bien sûr.

## Étymologie
Cette espèce est nommée en l'honneur de Benjamin Bynoe (1804–1865).

## En captivité
On rencontre cette espèce en terrariophilie.

## Publication originale
- Gray, 1845 : Catalogue of the specimens of lizards in the collection of the British Museum, p. 1-289 (texte intégral).